# Calliopsis meliloti
Calliopsis meliloti är en biart som beskrevs av Cockerell 1896. Calliopsis meliloti ingår i släktet Calliopsis och familjen grävbin. Inga underarter finns listade.